# Cristofer Suárez
Cristofer Suárez (17 de septiembre de 1994, Guayaquil, Ecuador) es un futbolista ecuatoriano. Juega de Defensa y su equipo actual es el Rocafuerte Fútbol Club de la Segunda Categoría de Ecuador.

## Clubes
| Club                    | País    | Año         |
| ----------------------- | ------- | ----------- |
| Barcelona SC            | Ecuador | 2012 - 2013 |
| Independiente del Valle | Ecuador | 2014        |
| Orense                  | Ecuador | 2014        |
| Rocafuerte FC           | Ecuador | 2015        |

## Palmarés

### Campeonatos nacionales
| Título              | Club      | País    | Año  |
| ------------------- | --------- | ------- | ---- |
| Campeonato Nacional | Barcelona | Ecuador | 2012 |

- Datos: Q5791743